# Paul-Bernard de Fontaine

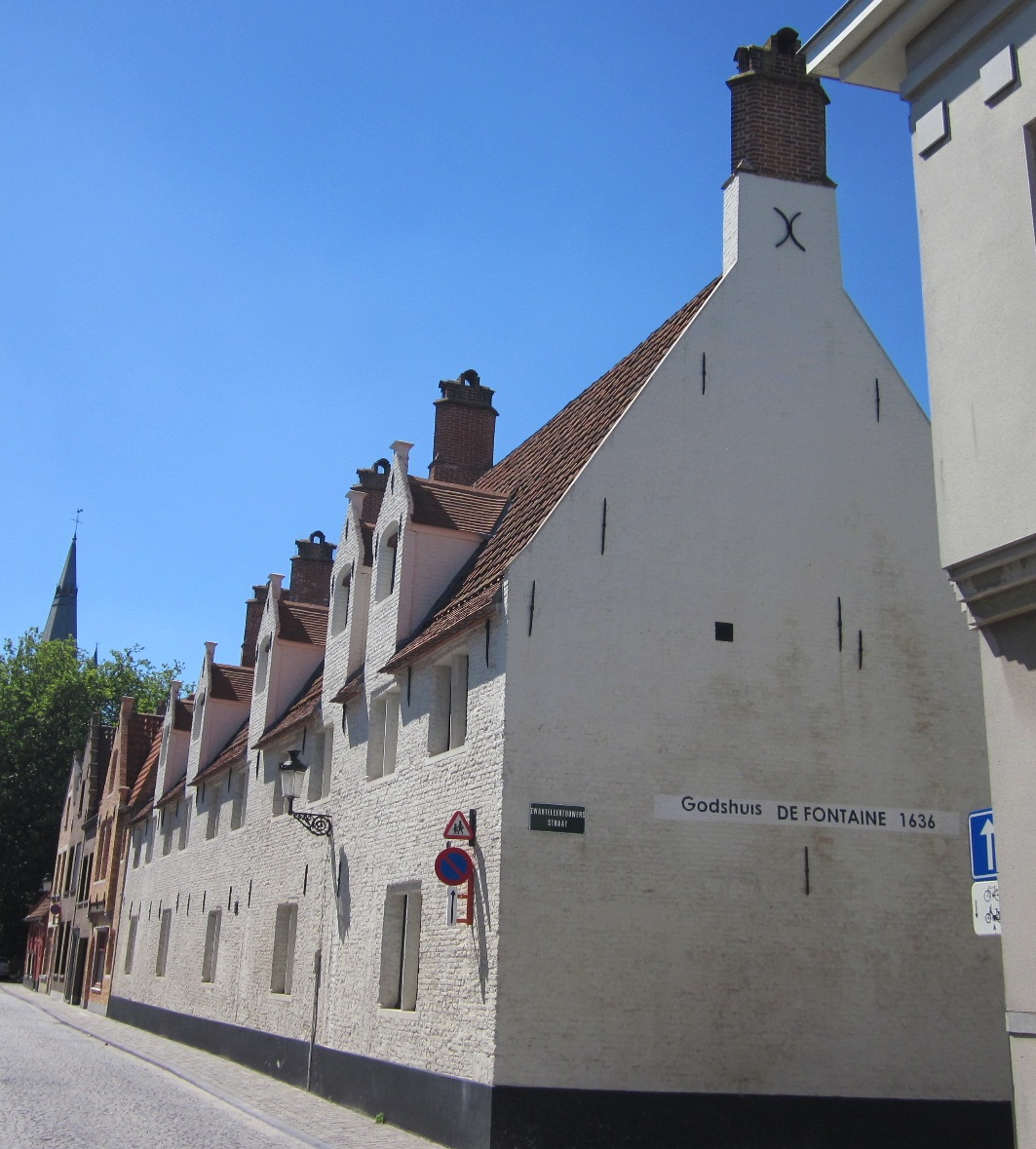
Godshuis DE FONTAINE (1636), Zwarteleertouwersstraat 82 in Brugge

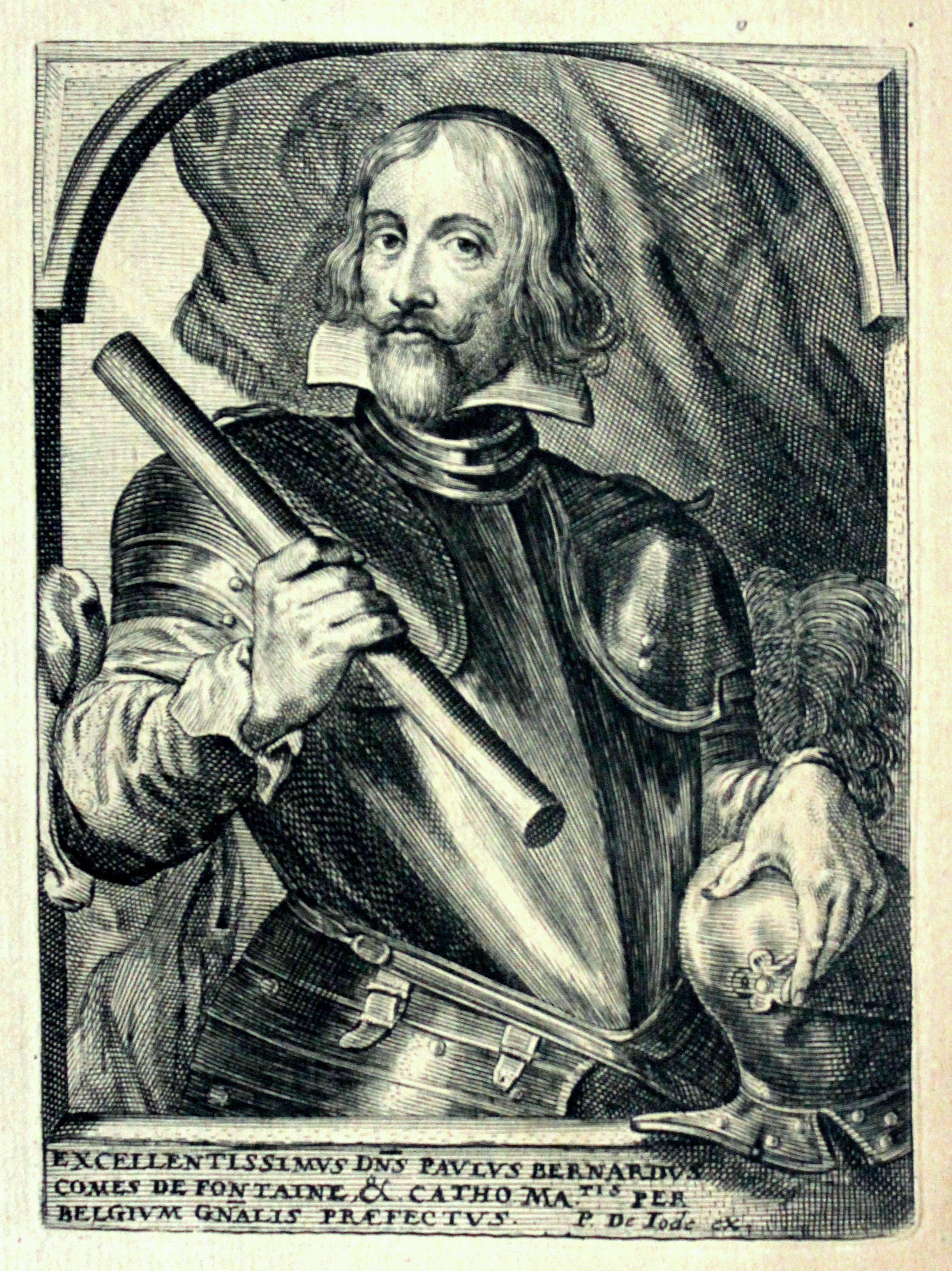
Paul-Bernard de Fontaine. Gravure van Pieter de Jode II. Circa 1650, Antwerpen.

Paul-Bernard de Fontaine, heer van Gommery, ook aangeduid als Graaf de Fontaine (Lotharingen, 1576 - Rocroi, 19 mei 1643) was opperbevelhebber van de Spaanse infanterie tijdens de Tachtigjarige Oorlog. Hij was hoofdbaljuw van Brugge en het Brugse Vrije, gouverneur van Damme en superintendant van de gendarmerie in het graafschap Vlaanderen. De titel graaf werd hem in 1627 verleend door keizer Ferdinand II.
Hij werd waarschijnlijk eind 1576 geboren in het toen onafhankelijke hertogdom Lotharingen. Zijn van oorsprong Baskische familie kwam in het hertogdom terecht om René II van Lotharingen bij te staan in zijn strijd met Karel de Stoute. Nadien bekleedden leden van de familie de Fontaine belangrijke ambten aan het hertogelijke hof en verwierven ook verscheidene bezittingen in het hertogdom.
Hij was de enige zoon van de hofmeester van de hertog van Lotharingen, François de Fontaine, en Suzanne d'Urre. Na het vroege overlijden van zijn ouders ontfermde zijn grootvader Jean d'Urre zich over de kleine Paul-Bernard. Vanwege de hoge leeftijd van zijn grootvader nam zijn oom Charles d'Urre de voogdij over. Hij was zestien toen hij in dienst trad in het Spaanse leger, waar hij terecht kwam in het Waals regiment van kolonel Claude de la Bourlotte, dat op 2 juli 1600 deelnam aan de Slag bij Nieuwpoort. Na de dood van de la Bourlotte nam het regiment, onder bevel van kolonel Nicolas de Catris, deel aan het beleg van Oostende. Kapitein de Fontaine wordt vermeld bij de aanval van 14 juli 1601 op de Spaanse stellingen. Van 1616 tot 1638 zou hij zelf deze eenheid leiden, die toen de naam "Tercio de Fontaine" kreeg (vanaf 1603 kregen de Waalse regimenten ook de benaming "Tercio"). Hij bevorderde tot generaal bij de ruiterij en in 1638 tot opperbevelhebber van de artillerie. Paul-Bernard de Fontaine nam als kolonel van een infanterieregiment deel aan de Gulik-Kleefse Successieoorlog en raakte in 1610 zwaargewond. Hij nam ook deel aan grote veldslagen tegen de Staatse troepen, onder meer te Hulst, Kallo en Antwerpen.
Tussen 1601 en 1604 liet hij het kasteel van Gomery, op het grondgebied van Virton, grondig verfraaien.
op 6 juni 1612 huwde Paul-Bernard te Nancy met Anne de Raigecourt.  Het echtpaar kocht in 1616 de heerlijkheid Fougerolles.
Tijdens zijn gouverneurschap van Damme kreeg de stad zijn zevenhoekige stadswallen, gebouwd tussen 1617 en 1620, naar een ontwerp van ingenieur Guillaume Flamen.
Hij legde, toen in 1621 het Twaalfjarig Bestand ten einde liep, een linie van forten aan die van Knokke naar Lapscheure verliep en die bekend zou worden als de Linie van Fontaine. Ook rond de stad Brugge bouwde hij bastions buiten de Brugse vesten. In maart van datzelfde jaar kreeg hij ook het commando over de Brugse stadsmilitie.
In 1631 doorbrak hij, als opperbevelhebber der Spaanse troepen, het beleg van Brugge door prins Frederik Hendrik van Oranje-Nassau.
Hij stichtte samen met zijn echtgenote Anne de Raigecourt in 1636 het godshuis de Fontaine voor twaalf arme soldaten. Zijn wapen staat boven het poortje in de zijmuur boven een gedenksteen.
Aan de Sint-Walburgakerk, aan de (later verdwenen) kerk van de minderbroeders in Brugge en aan de kerk van Damme schonk hij een hoofdaltaar dat zijn wapen draagt.
Graaf de Fontaine sneuvelde in 1643 in de Slag bij Rocroi en werd in de kerk van de minderbroeders te Brugge begraven. Paul-Bernard de Fontaine had zelf geen kinderen maar adopteerde zijn neef en petekind, Paul-Bernard de Raigecourt, die als belangrijkste erfgenaam de naam en grafelijke titel van zijn oom verkreeg.